# Kukpuk
Il Kukpuk (in inglese Kukpuk River; in lingua inupiaq: Kuukpak) è un fiume degli Stati Uniti d'America, scorre nel Borough di North Slope, in Alaska.  
Il nome inuit Kuukpak significa "grande fiume". Una variante della fine del XIX secolo era Kookpuk.

## Descrizione
Il fiume nasce dai monti De Long e ha una lunghezza di 201 chilometri. Scorre verso ovest attraverso la penisola Lisburne fino all'insenatura di Marryat sul Mare dei Ciukci. La foce del fiume si trova circa 19 km a nord-est di Point Hope.